# Cyclosa mulmeinensis

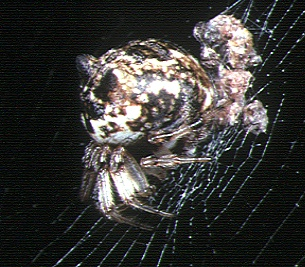
Vrouwtje

Cyclosa mulmeinensis là một loài nhện trong họ Araneidae. Loài này thuộc chi Cyclosa. Cyclosa mulmeinensis được Tord Tamerlan Teodor Thorell miêu tả năm 1887.

## Hình ảnh

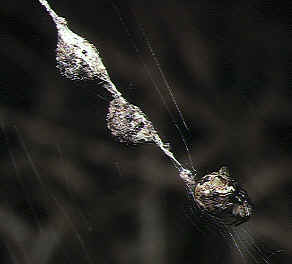